# Prijezda I. Kotromanić

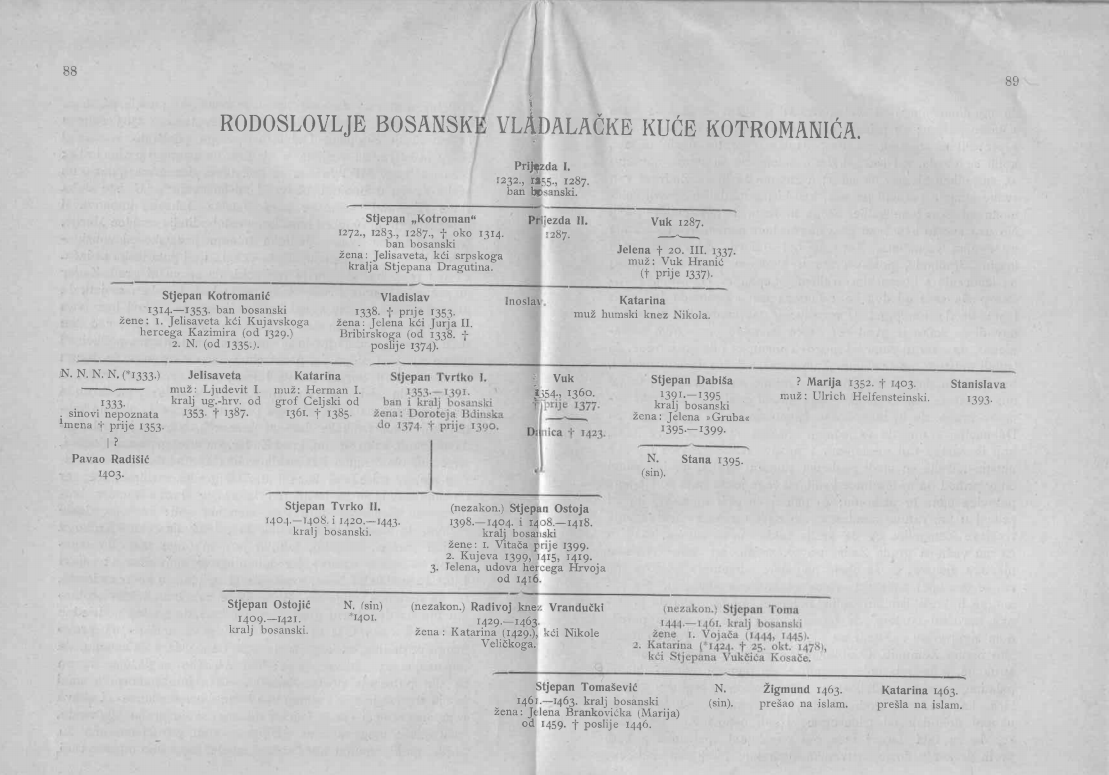
Stammbaum der Dynastie Kotromanić, Prijezda I. als erster Vertreter

Prijezda I. Kotromanić (* erste Hälfte des 13. Jahrhunderts; † um 1287) war ein bosnischer Banus annähernd von 1250 bis 1287 als Vasall des ungarischen Königreichs. Er war der erste bekannte Vertreter der Kotromanić-Dynastie.

## Leben und Wirken
Prijezda I. war Nachfolger des bosnischen Bans Matej Ninoslav und höchstwahrscheinlich dessen Vetter. 1233 und 1240 trug er bereits den Banustitel, obwohl zu dieser Zeit Matej Ninoslav herrschte. In Slawonien und in der Gegend von Vukovar hatte er einige Besitztümer. Wegen seiner Hingebung gegenüber der katholischen Kirche dotierte ihm der ungarische König Béla IV. die Gespanschaft Novaki an der Drau. Er war ebenfalls ein Vasall von Béla IV. und wird 1264 als treuer Verbündeter des Königs erwähnt. Nach dem Verscheiden von Bela IV. (1270) nutzt Prijezda die Meinungsverschiedenheiten unter den letzten Mitgliedern der Árpáden aus und stärkt seine Stellung. Seine zwei Kinder verheiratete Prijezda an zwei mächtige Familien: Sohn Stjepana I. Kotroman ging 1284 in die Ehe mit Jelisava, der Tochter des serbischen Königs Stefan Dragutin. Die Tochter Katarina schloss 1287 eine Ehe mit dem Magnaten Ladislav Babonić aus Slawonien. Ladislav Babonić erhielt außerdem von Prijezda die Pfarrei Zemljanik, welche nach eigenen Angaben seine Vorfahren bereits besaßen (koju su i njegovi pređi posjedovali). Seine Regierungszeit war geprägt von einem schrittweisen Aufstieg und immer größer werdenden Selbstständigkeit  Bosniens, insbesondere im Hinblick auf die Beziehung zu den kroatisch-ungarischen Königen, wessen Oberhoheit er immer noch Prinzip anerkannte. Diese Selbstständigkeit ist in einem Titel eines Dokuments aus dem Jahre 1287 erkennbar, in welcher er als „von Gott erlaubter bosnischer Ban“ (Božjim dopuštenjem bosanski ban) bezeichnet wird. Auf ihn folgten die Söhne Prijezda II. und Stjepan I. Kotromanić.